# São Tomé de Vade
São Tomé de Vade es una freguesia portuguesa del concelho de Ponte da Barca, con 1,45 km² de superficie y 272 habitantes (2001). Su densidad de población es de 187,6 hab/km².